# Piégros-la-Clastre
Piégros-la-Clastre este o comună în departamentul Drôme din sud-estul Franței. În 2009 avea o populație de 854 de locuitori.

## Evoluția populației
| An        | 1975 | 1982 | 1990 | 1999 | 2006 | 2009 |
| --------- | ---- | ---- | ---- | ---- | ---- | ---- |
| Populație | 492  | 571  | 662  | 755  | 863  | 854  |